# Westwell (Oxfordshire)
Pour les articles homonymes, voir Westwell.
Westwell est une paroisse civile et un village de l'Oxfordshire, en Angleterre.